# Canoagem nos Jogos Olímpicos de Verão de 2024 - Slalom C-1 masculino
A competição do slalom C-1 masculino da canoagem nos Jogos Olímpicos de Verão de 2024 foi realizada no Estádio Náutico de Vaires-sur-Marne, na Ilha de França, entre 27 e 29 de julho de 2024. Um total de 20 canoístas, cada um representando um Comitê Olímpico Nacional (CON), participaram do evento.

## Qualificação
Cada CON poderia qualificar apenas um barco no evento do slalom C-1 masculino. Um total de 20 vagas estavam disponíveis, alocadas através do Campeonato Mundial de Canoagem Slalom de 2023, torneios continentais (uma cada para Ásia, África, Europa, Américas e Oceania), além de vagas por realocação, universalidade ou convite.
As vagas de qualificação foram concedidas ao CON, não necessariamente ao canoísta que obteve a vaga.

## Formato
As provas olímpicas da canoagem slalom utilizam um formato com três fases: eliminatórias, semifinal e final. Nas eliminatórias, cada canoísta tem duas descidas no percurso com o melhor tempo sendo considerado. Os 16 melhores avançam à semifinal. Na semifinal, o canoísta tem uma única descida; os 12 melhores avançam à final. Os três melhores tempos na final em descida única conquistam as medalhas de ouro, prata e bronze, respectivamente.
O circuito tem extensão aproximada de 250 metros, com até 25 portões que o canoísta deve passar na direção correta. Penalidades de tempo são adicionadas para cada uma das infrações como passagem pelo lado errado ou toque no portão. As descidas geralmente duram 95 segundos.

## Calendário
Horário local (UTC+2)
| Dia         | Horário | Fase          |
| ----------- | ------- | ------------- |
| 27 de julho | 15:00   | Eliminatórias |
| 29 de julho | 15:30   | Semifinal     |
| 29 de julho | 17:20   | Final         |

## Medalhistas
| Ouro   | FRA Nicolas Gestin |
| Prata  | GBR Adam Burgess   |
| Bronze | SVK Matej Beňuš    |

## Resultados
O evento começou com as duas descidas eliminatórias em 27 de julho. Dois dias depois houve as disputas de semifinal e final.
| Pos.              | Bib | Canoísta         | CON                               | Eliminatórias | Eliminatórias | Eliminatórias | Eliminatórias | Eliminatórias | Eliminatórias | Semifinal   | Semifinal   | Semifinal   | Final       | Final       | Final       |
| Pos.              | Bib | Canoísta         | CON                               | D1            | Pen.          | D2            | Pen.          | Melhor        | Ordem         | Tempo       | Pen.        | Ordem       | Tempo       | Pen.        | Ordem       |
| ----------------- | --- | ---------------- | --------------------------------- | ------------- | ------------- | ------------- | ------------- | ------------- | ------------- | ----------- | ----------- | ----------- | ----------- | ----------- | ----------- |
| Medalha de ouro   | 2   | Nicolas Gestin   | FRA França                        | 89.90         | 0             | 88.78         | 0             | 88.78         | 1             | 93.12       | 0           | 1           | 91.36       | 0           | 1           |
| Medalha de prata  | 7   | Adam Burgess     | GBR Grã-Bretanha                  | 90.87         | 0             | 95.08         | 4             | 90.87         | 2             | 97.21       | 0           | 4           | 96.84       | 0           | 2           |
| Medalha de bronze | 4   | Matej Beňuš      | SVK Eslováquia                    | 100.28        | 2             | 94.91         | 2             | 94.91         | 11            | 98.59       | 4           | 11          | 97.03       | 0           | 3           |
| 4                 | 6   | Sideris Tasiadis | GER Alemanha                      | 92.44         | 0             | 92.43         | 0             | 92.43         | 7             | 96.74       | 0           | 3           | 97.27       | 0           | 4           |
| 5                 | 3   | Miquel Travé     | ESP Espanha                       | 92.19         | 2             | 143.45        | 56            | 92.19         | 6             | 96.69       | 0           | 2           | 97.92       | 2           | 5           |
| 6                 | 8   | Lukáš Rohan      | CZE Chéquia                       | 95.63         | 2             | 97.74         | 2             | 95.63         | 12            | 97.54       | 4           | 10          | 98.09       | 2           | 6           |
| 7                 | 10  | Liam Jegou       | IRL Irlanda                       | 102.67        | 0             | 99.93         | 6             | 99.93         | 16            | 96.52       | 2           | 6           | 98.52       | 2           | 7           |
| 8                 | 11  | Matija Marinić   | CRO Croácia                       | 91.61         | 0             | 98.44         | 2             | 91.61         | 3             | 98.82       | 0           | 7           | 100.35      | 2           | 8           |
| 9                 | 9   | Tristan Carter   | AUS Austrália                     | 94.19         | 0             | 103.87        | 4             | 94.19         | 9             | 99.45       | 0           | 8           | 100.73      | 2           | 9           |
| 10                | 12  | Grzegorz Hedwig  | POL Polônia                       | 94.08         | 2             | 100.30        | 8             | 94.08         | 8             | 104.24      | 6           | 12          | 105.81      | 2           | 10          |
| 11                | 1   | Benjamin Savšek  | SLO Eslovênia                     | 97.04         | 2             | 192.64        | 102           | 97.04         | 14            | 96.28       | 2           | 5           | 144.93      | 50          | 11          |
| 12                | 13  | Yves Bourhis     | SEN Senegal                       | 94.68         | 4             | 92.14         | 0             | 92.14         | 5             | 99.51       | 0           | 9           | 145.78      | 50          | 12          |
| 13                | 17  | Takuya Haneda    | JPN Japão                         | 96.82         | 0             | 99.59         | 0             | 96.82         | 13            | 103.11      | 4           | 13          | Não avançou | Não avançou | Não avançou |
| 14                | 5   | Raffaello Ivaldi | ITA Itália                        | 91.90         | 0             | 94.96         | 4             | 91.90         | 4             | 108.20      | 0           | 14          | Não avançou | Não avançou | Não avançou |
| 15                | 15  | Alex Baldoni     | CAN Canadá                        | 97.32         | 2             | 98.56         | 0             | 97.32         | 15            | 123.41      | 4           | 15          | Não avançou | Não avançou | Não avançou |
| 16                | 14  | Casey Eichfeld   | USA Estados Unidos                | 99.84         | 6             | 94.69         | 2             | 94.69         | 10            | 104.23      | 58          | 16          | Não avançou | Não avançou | Não avançou |
| 17                | 16  | Joris Otten      | NED Países Baixos                 | 101.92        | 0             | 110.93        | 8             | 101.92        | 17            | Não avançou | Não avançou | Não avançou | Não avançou | Não avançou | Não avançou |
| 18                | 20  | Pepe Gonçalves   | BRA Brasil                        | 111.07        | 8             | 154.48        | 56            | 111.07        | 18            | Não avançou | Não avançou | Não avançou | Não avançou | Não avançou | Não avançou |
| 19                | 18  | Amir Rezanejad   | EOR Equipe Olímpica de Refugiados | 116.16        | 6             | 119.48        | 6             | 116.16        | 19            | Não avançou | Não avançou | Não avançou | Não avançou | Não avançou | Não avançou |
| 20                | 19  | Salim Jemai      | TUN Tunísia                       | 128.42        | 4             | 130.02        | 6             | 128.42        | 20            | Não avançou | Não avançou | Não avançou | Não avançou | Não avançou | Não avançou |